# Sakura Script Transfer Protocol
Sakura Script Transfer Protocol (サクラ スクリプト トランスファー プロトコル、SSTP) とは、伺か、およびその互換環境（以下 SSTP サーバ）の制御に使われる SAKURA Script の転送プロトコルである。 HTTP ヘッダに似た構文を持つ。
SSTP を利用することにより、外部から SSTP サーバにイベントを発生させることができる。 SSTP が使用するポート番号9801、およびポート番号7743は IANA が定める予約済みポート番号にも登録されている。 SSTP 自体は単なる転送プロトコルに過ぎず、 SSTP サーバへ実際に与えられる命令は SAKURA Script による。これは HTTP と HTML の関係に例えると分かりやすい。
ポートを使用する SSTP の他、 Windows の COPYDATA メッセージを使用する Direct SSTP がある。 Direct SSTP は SSTP サーバと SSTP クライアントが単一の Windows 上で同時に動く場合に利用される。
SSTP を利用したコミュニケーションツールとして、 SSTP Bottle がある。 SSTP 送信サーバを容易に利用できるように、いもうとネットワークサービス - 毒電波 - ホームページからのメッセージがフリーで利用できる。

## SSTP 使用上の注意
SSTP の通信はサーバから利用者の PC へ接続要求が発生することがあるため、ファイヤーウォールソフトの設定によっては『不正侵入』等の警告メッセージが表示されることが多い。
そのため、 SSTP を不特定多数の利用者がアクセスする可能性のあるホームページ等に設置する場合には、予め『不正侵入』の警告メッセージが表示される旨、記載しておくことが望ましい。

## ポート番号
- TCP 7743：伺か（未使用）
- UDP 7743：伺か（未使用）
- TCP 9801：伺か
- UDP 9801：伺か（未使用）
- TCP 9821：SSP
- TCP 11000：伺か（廃止）